# 未来記念流
未来記念流（みらいきねんりゅう）とは、友松偽庵の系統の念流。念流では、第3代の小笠原甲明が記したと伝えられる『念流正法兵法未来記』という巻物が伝承されていたが、当流の正称は
その巻物の題名を名乗り「念流正法兵法未来記」という。
友松偽庵は赤松三首座の弟子で、諸国を旅している途中、上野の馬庭村（現 群馬県高崎市）に逗留した際に樋口定次に武術を教えた。これが馬庭念流の基と伝えられる。
江戸時代には、彦根藩などで伝えられた。